# Armon Johnson
Armon Deshawn Johnson (Reno, 23 febbraio 1989) è un ex cestista statunitense.

## Carriera
È stato selezionato dai Portland Trail Blazers al secondo giro del Draft NBA 2010.